# Gerson Navarro
Gerson Navarro (Barranquilla, Atlántico, Colombia; 11 de enero de 1995) es un futbolista colombiano. Juega de defensa. Actualmente milita en el Libertador de la Segunda División de Venezuela.
Dentro de su experiencia deportiva, este defensor se desempeñó en los oncenos colombianos América de Cali, Independiente Medellín y Boyacá Chicó. Durante el segundo semestre de 2018, Gerson Navarro militó en el Chicó de Guayana (Venezuela).

## Clubes
| Club             | País      | Año           |
| ---------------- | --------- | ------------- |
| Chicó de Guayana | Venezuela | 2017          |
| Boyacá Chicó     | Colombia  | 2018          |
| Libertador       | Venezuela | 2018-presente |